# Ryan Corr
Ryan Corr (Melbourne, 15 de janeiro de 1989) é um ator australiano. Corr é conhecido por seus papéis na série dramática australiana Packed to the Rafters e Love Child, juntamente com papéis no cinema em Wolf Creek 2 (2013), The Water Diviner (2014) e Holding the Man (2015).

## Filmografia

### Filmes
| Ano  | Título                    | Papel             | Notas                                                       |
| ---- | ------------------------- | ----------------- | ----------------------------------------------------------- |
| 2006 | Charlotte's Web           |                   |                                                             |
| 2009 | Where the Wild Things Are | Amigo de Claire   |                                                             |
| 2010 | Before the Rain           | Max               |                                                             |
| 2012 | Not Suitable for Children | Gus               |                                                             |
| 2013 | Plots                     | Marty             |                                                             |
| 2013 | Wolf Creek 2              | Paul Hammersmith  |                                                             |
| 2015 | Holding the Man           | Timothy Conigrave |                                                             |
| 2016 | Até o último homem        | Tenente Manville  |                                                             |
| 2016 | Casamento de Ali          | Wazza             |                                                             |
| 2017 | Alguns homens a menos     | Henry             |                                                             |
| 2017 | 1%                        | Paddo             | Nomeado - Prêmio AACTA de Melhor Ator em um Papel Principal |
| 2018 | Senhoras de Preto         | Rudi              |                                                             |
| 2018 | Mary Magdalene            | Joseph            |                                                             |
| 2020 | Terreno elevado           | Braddock          |                                                             |
| 2024 | Sting                     | Ethan             |                                                             |

### Televisão
| Ano       | Título                      | Papel             | Notas                              |
| --------- | --------------------------- | ----------------- | ---------------------------------- |
| 2003      | The Sleepover Club          | Matthew McDougal  | 25 episódios                       |
| 2004      | Silver Sun                  | Sheng Zammett     | 40 episódios                       |
| 2005      | Scooter: Secret Agent       | Freddie           |                                    |
| 2005      | Blue Heelers                | Zac Bronski       |                                    |
| 2006      | Neighbours                  | Charlie Hoyland   | 1 episódio                         |
| 2006      | Blue Water High             | Eric Tanner       | 26 episódios                       |
| 2009      | Packed to the Rafters       | Coby Jennings     | 35 episódios (2009-2013)           |
| 2010      | Underbelly: The Golden Mile | Michael Kanaan    | 4 episódios                        |
| 2010      | Tangle                      | Isacc             | 4 episódios                        |
| 2012      | Redfern Now                 | Timmy             | Episódio: "Raymond"                |
| 2014–2015 | Love Child                  | Johnny Lowry      | 9 episódios                        |
| 2014      | The Moodys                  | Sammy             | 1 episódio                         |
| 2015      | Banished                    | Private MacDonald | 7 episódios                        |
| 2016      | Wanted                      | Chris Murphett    | 2 episódios                        |
| 2016      | Cleverman                   | Blair Finch       | Elenco principal; 6 episódios      |
| 2017      | Hoges: The Paul Hogan Story | John Cornell      | Elenco principal; 2 episódios      |
| 2019      | Bloom                       | Sam/Tommy Brydon  | Elenco principal: 6 episódios      |
| 2019      | My Life Is Murder           | Samuel Morgan     | Episódio: "Another Bloody Podcast" |
| 2019      | The Commons                 | Shay              | Elenco principal                   |
| 2020      | The Secrets She Keeps       | Simon             | Elenco principal: 6 episódios      |
| 2021      | Wakefield                   | Raff              | Elenco principal: 8 episódios      |
| 2022      | House of the Dragon         | Harwin Strong     | Papel recorrente                   |

### Curta-metragem
| Ano  | Título      | Papel | Notas |
| ---- | ----------- | ----- | ----- |
| 2007 | Piranha     | Andy  |       |
| 2010 | Violet      | Max   |       |
| 2011 | Blue Monday |       |       |